# 寺前駅
寺前駅（てらまええき）は、兵庫県神崎郡神河町鍛冶字八重向にある、西日本旅客鉄道（JR西日本）播但線の駅。神河町の代表駅である。
ICOCAは姫路駅 - 当駅間の各駅で利用可能であり、2021年春に当駅以北の生野駅 (兵庫県)・竹田駅 (兵庫県)・和田山駅でも利用可能となった。

## 歴史

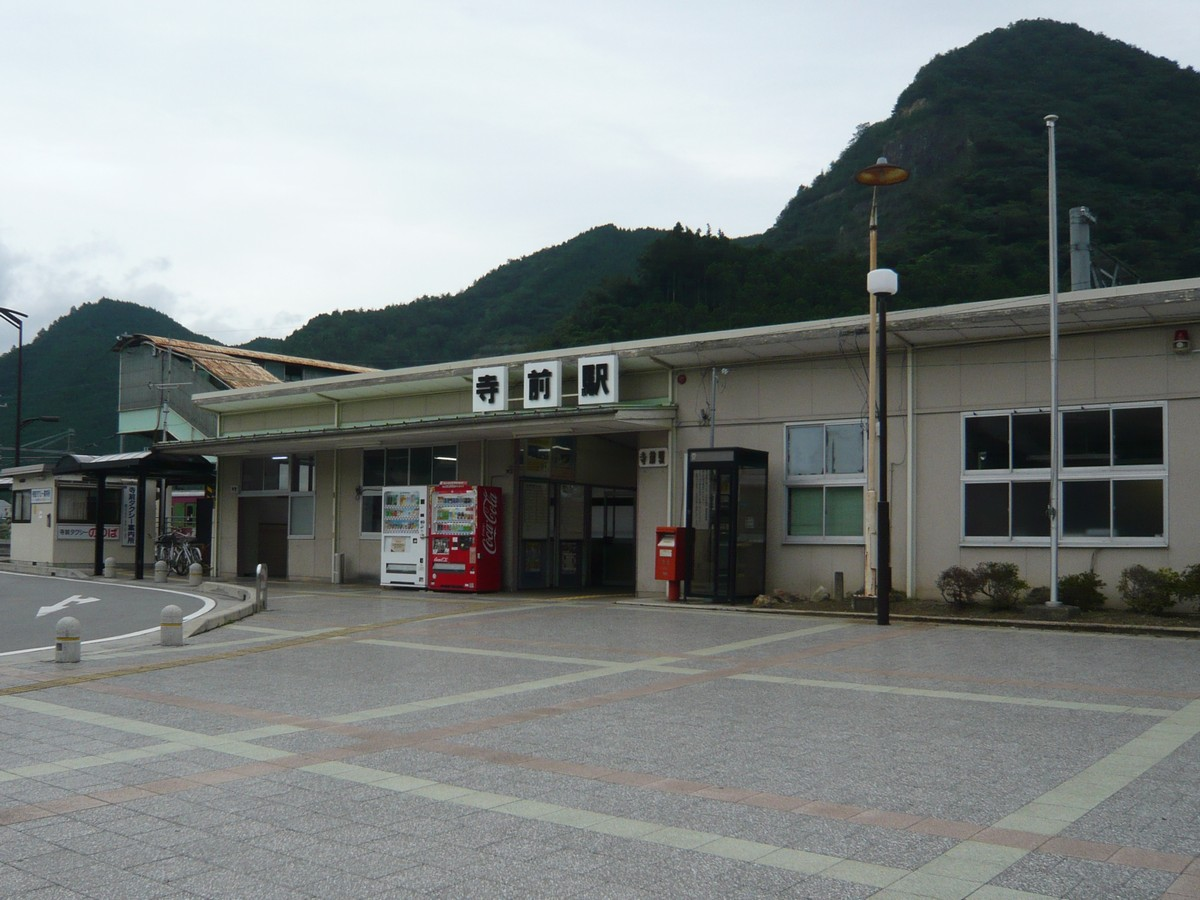
旧駅舎（2007年8月）

- 1894年（明治27年）7月26日：播但鉄道姫路駅 - 当駅間開通時に開設[1][2]。開業当初の北の終着駅であった。旅客・貨物の取扱を開始[2]。
- 1895年（明治28年）1月15日：播但鉄道当駅 - 長谷駅間延伸。
- 1903年（明治36年）6月1日：播但鉄道が山陽鉄道に営業譲渡。山陽鉄道の駅となる。
- 1906年（明治39年）12月1日：山陽鉄道国有化、国鉄の駅となる[2]。
- 1909年（明治42年）10月12日：線路名称制定、播但線所属となる。
- 1982年（昭和53年）10月2日：車扱貨物取扱廃止[2]。有蓋車用貨物ホームが設置されていた。
- 1984年（昭和59年）2月1日：荷物扱い廃止[2]。
- 1987年（昭和62年）4月1日：国鉄分割民営化に伴い、西日本旅客鉄道（JR西日本）の駅となる[2]。
- 1996年（平成8年）3月16日：ダイヤ改正に伴い、当駅に停車していた急行「但馬」が廃止され、代わりに特急「はまかぜ」が停車するようになった。
- 1996年（平成8年）6月17日：午前7時頃、同駅へ「当駅 - 和田山間にダイナマイトを仕掛けた」と言う脅迫電話が掛かり、安全確認のため3時間余りに渡り運行を見合わせる事件が発生[3]。
- 1998年（平成10年）3月14日：姫路駅 - 当駅間電化に伴い、電化・非電化の境界駅となる[1]。
- 2010年（平成22年）
  - この年：駅舎改築[1]。
  - 4月17日：駅隣接の観光交流センターが開設[4]。
- 2016年（平成28年）3月26日：ICカード「ICOCA」の利用が可能となる[5]。
- 2022年（令和4年）
  - 6月1日：管理駅が福崎駅から豊岡駅に変更。
  - 10月1日：組織改正に伴い、近畿統括本部福知山管理部管轄となる。

## 駅構造
単式・島式ホーム複合型2面3線を有する、交換・待避・折返し設備を備えた地上駅、その他にも列車留置用側線が設けられている。駅舎は単式の1番のりば側にあり、島式の2・3番のりばへは跨線橋で連絡している。2010年に新駅舎が仮開業した。その後、のりば番号が変更になり、現在は駅舎側の単式ホームが3番のりば、島式が2番のりば、1番のりばの順に変更になっている。
当駅は電化・非電化の境界駅となっている。
直営駅（豊岡駅の被管理駅）。みどりの窓口が設置されている。駅舎に隣接する「カーミンの観光案内所」内にもトイレはある。自動改札機は無く、代わりにICカード専用簡易改札機が設置されている。
以前は播但線運行を担っていた福崎鉄道部があった。現在は組織変更に伴い駅管理業務は福崎駅に移管され、乗務員部門のみ豊岡列車区寺前派出として残されている。

### のりば
| のりば  | 路線   | 方向 | 行先           | 備考                                           |
| ------- | ------ | ---- | -------------- | ---------------------------------------------- |
| 1・2・3 | 播但線 | 下り | 和田山方面     | 特急「はまかぜ」は両方向とも 3番のりばから発車 |
| 1・2・3 | 播但線 | 上り | 福崎・姫路方面 | 特急「はまかぜ」は両方向とも 3番のりばから発車 |

- 3線共に方向の区別無く使われている。全特急列車は駅舎側となっている3番のりばに停車する。普通列車は主として島式1・2番のりばに停車し、相互乗換の便を図っている。なお、1番のりばは和田山行気動車停車を前提としてかホーム高さが低くなっているが、実際は1番のりばに姫路方面きが停車する場合も多い。

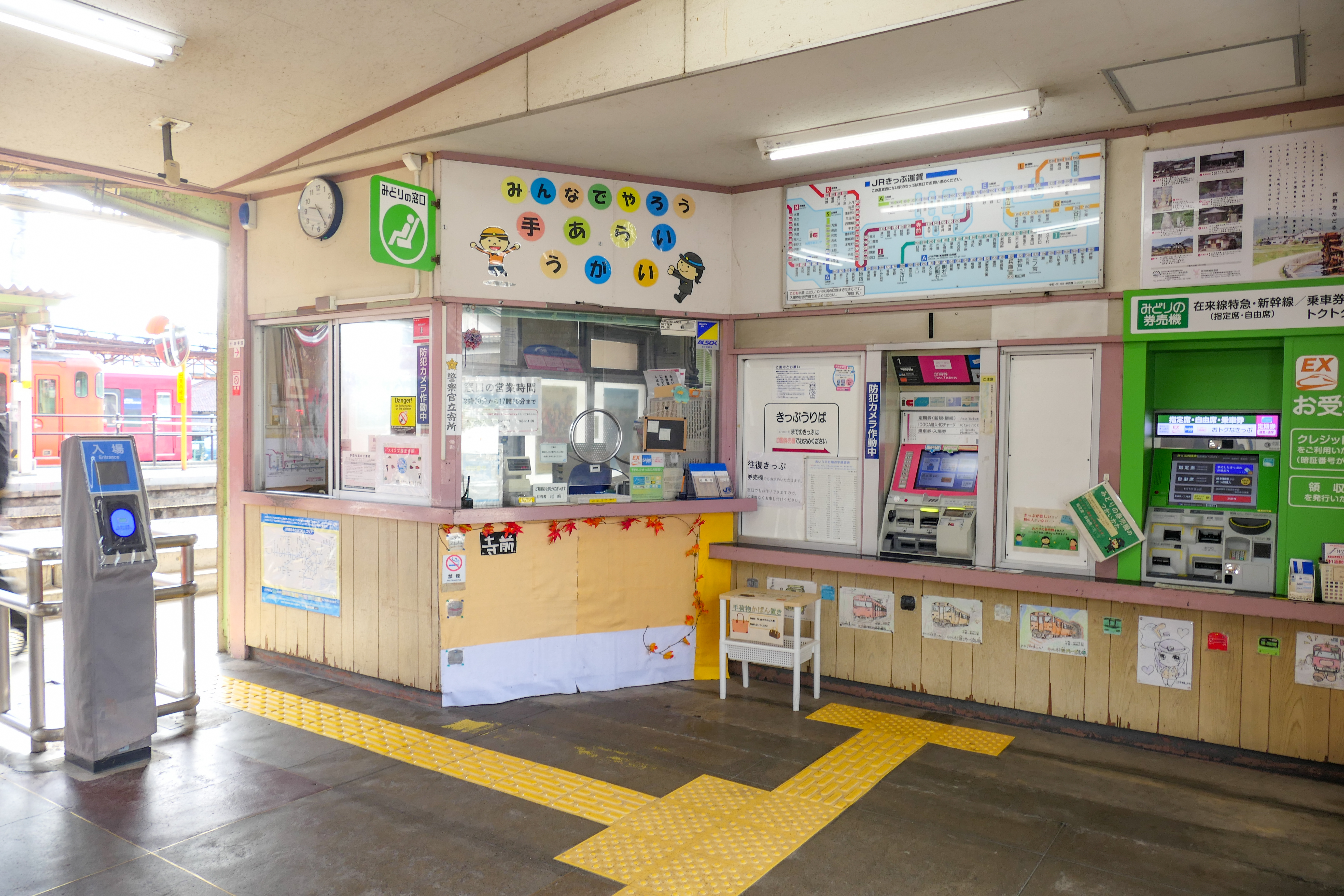
改札口（2022年11月）
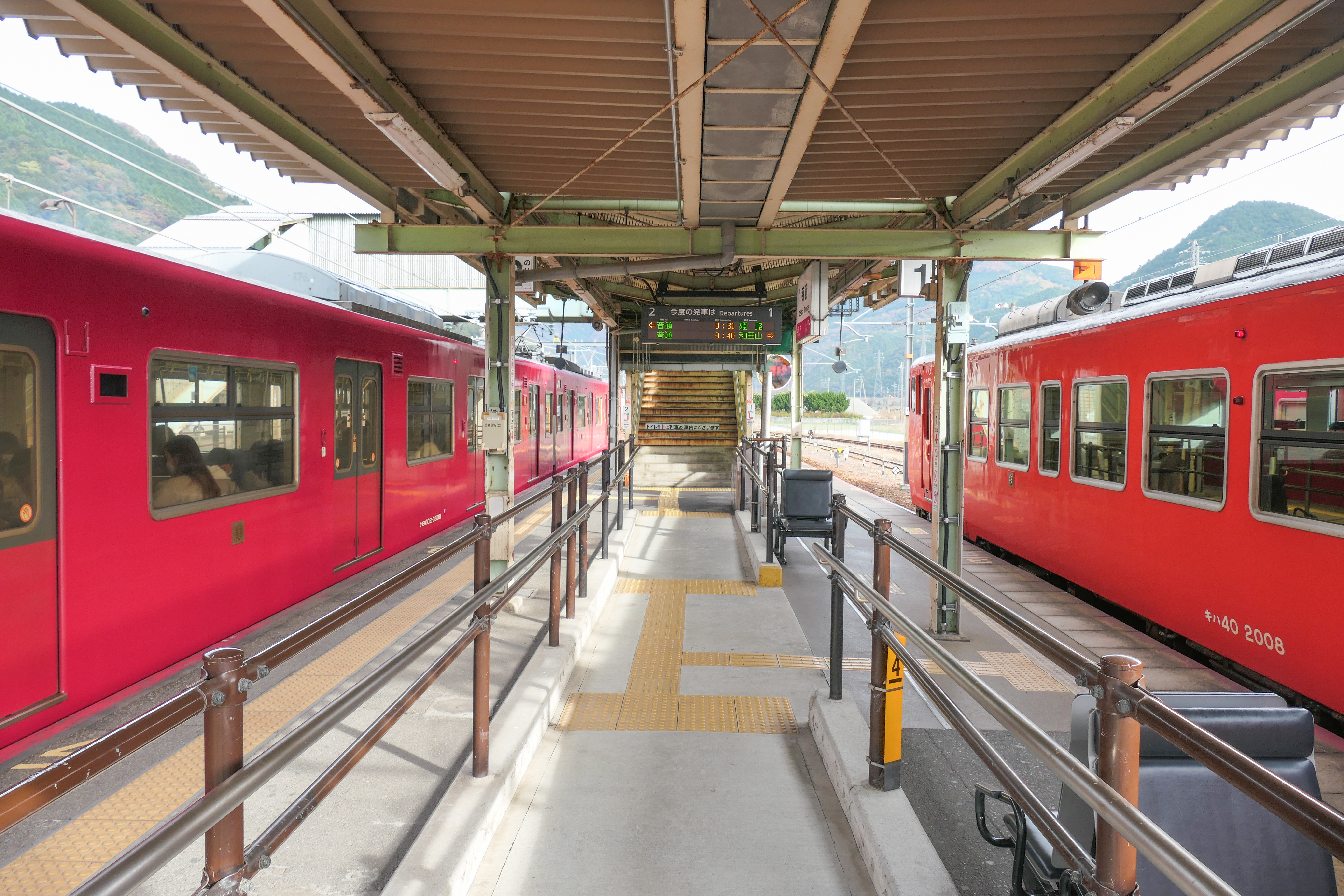
1・2番線ホーム（2022年11月）
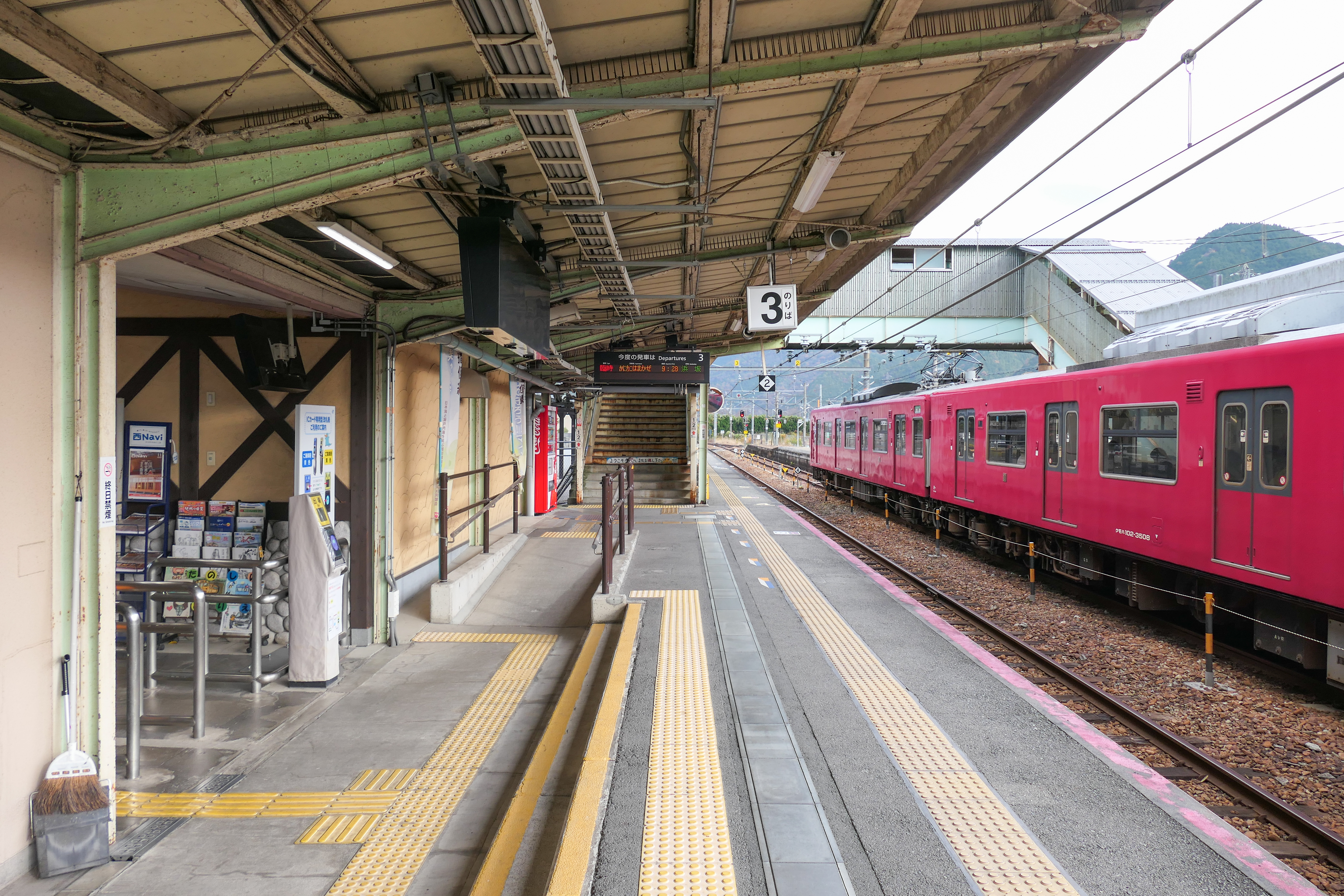
3番線ホーム（2022年11月）
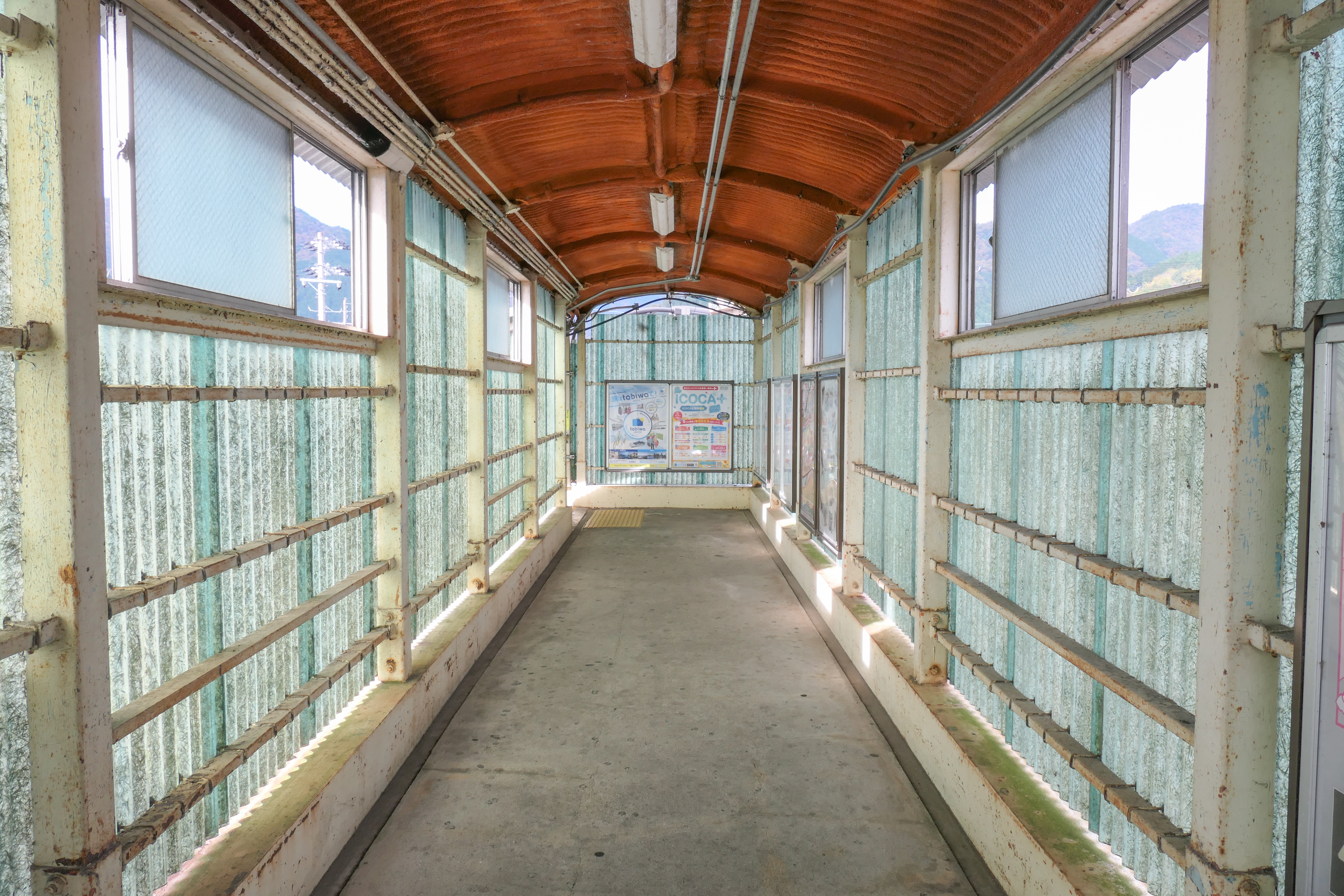
跨線橋（2022年11月）

## 停車列車
姫路駅 - 当駅間は電化区間であり電車列車が運行され、和田山方面は非電化区間であり気動車列車が運行される。当駅を発着する普通列車は全て双方向に折返しとなっており、普通列車で福崎・姫路方面と生野・和田山方面を行き来する場合は必ず当駅で乗換となる。和田山方面は運転本数が少なくなる。1998年3月13日の電化以前には普通列車の約半数が当駅折返しで残りは姫路駅 - 和田山駅間を直通していた。
特急「はまかぜ」の全列車が停車する。
列車の夜間停泊も行われる。
日中時間帯に運行される普通列車は上りが1時間に1本、下りが2時間に1本となっている。

## 利用状況
近年の1日平均乗車人員の推移は以下の通り。
| 年度   | 1日平均 乗車人員 |
| ------ | ---------------- |
| 2000年 | 829              |
| 2001年 | 779              |
| 2002年 | 707              |
| 2003年 | 662              |
| 2004年 | 633              |
| 2005年 | 582              |
| 2006年 | 557              |
| 2007年 | 516              |
| 2008年 | 514              |
| 2009年 | 489              |
| 2010年 | 473              |
| 2011年 | 455              |
| 2012年 | 439              |
| 2013年 | 452              |
| 2014年 | 432              |
| 2015年 | 418              |
| 2016年 | 413              |
| 2019年 | 372              |
| 2020年 | 280              |
| 2021年 | 274              |

## 駅周辺
- 神河町観光協会（駅舎に隣接）[1]
- 神河町役場[1]
- 大河内郵便局
- 神河町立寺前小学校
- 神河町立大河内中学校
- 法楽寺 - 播磨西国三十三箇所第15番札所、「播州犬寺物語」の舞台
- 福本陣屋跡
- 徹心寺 - 福本藩藩主池田家の菩提寺
- 市川 (兵庫県)
- 峰山高原（車で25分）への最寄り駅[1]
- 砥峰高原[1]

## バス路線
- 神河町コミュニティバス（ ウイング神姫による受託運行）
  - 「寺前駅」バス停

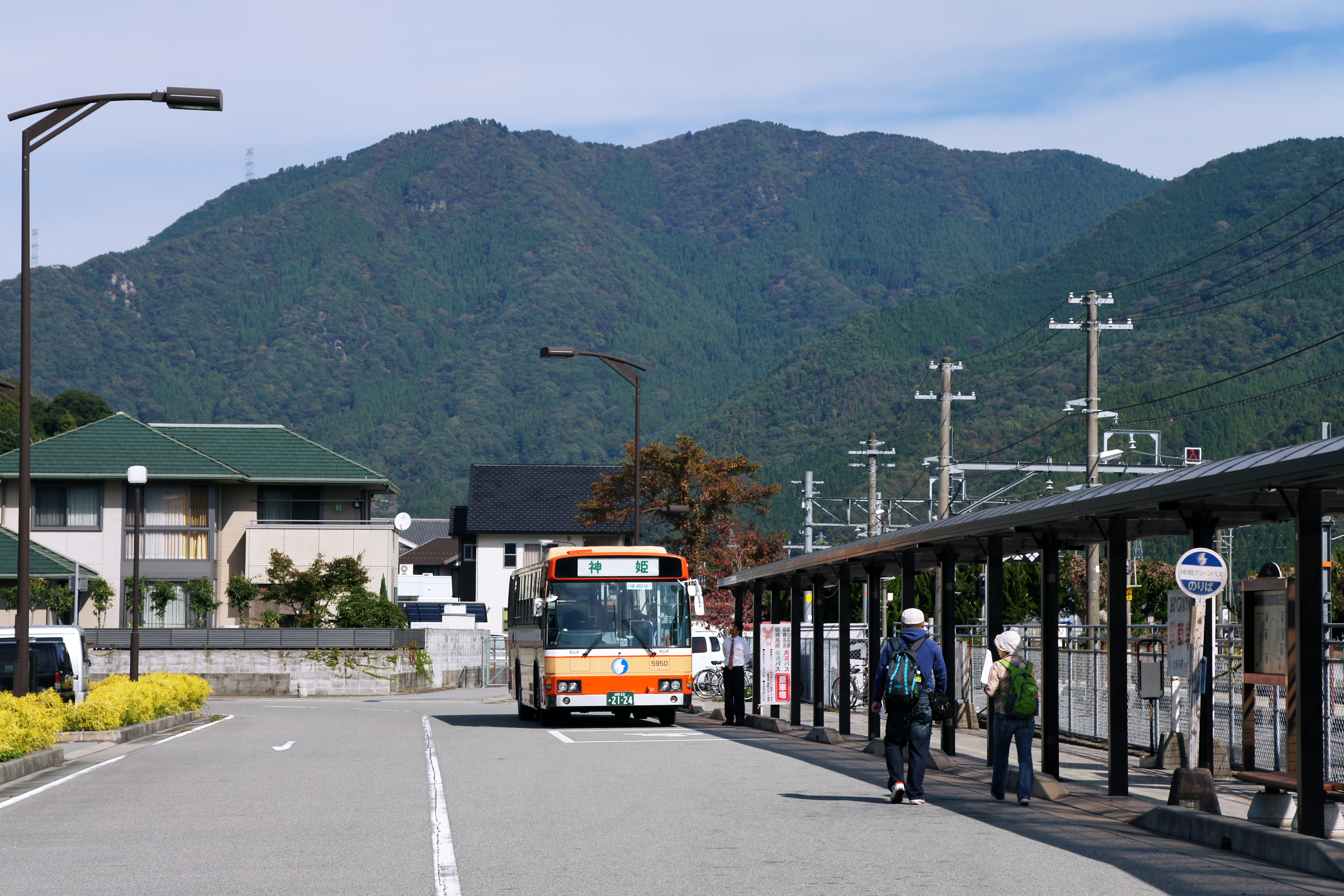
駅前バスのりば（2012年10月）

## 隣の駅
西日本旅客鉄道（JR西日本）
 播但線
- 特急「はまかぜ」停車駅

■普通（当駅で乗換）
新野駅 - 寺前駅 - 長谷駅